# Die Dinge des Lebens
Die Dinge des Lebens (Originaltitel: Les choses de la vie) ist ein französisches Filmdrama von Claude Sautet aus dem Jahr 1970. Die Verfilmung basiert auf dem gleichnamigen Roman von Paul Guimard und zählt zu den bedeutendsten Werken des französischen Autorenkinos der 1970er Jahre. In den Hauptrollen sind Michel Piccoli und Romy Schneider zu sehen. 
Der Film erzählt in ruhigen, nicht-linearen Rückblenden die Geschichte eines Mannes, der nach einem Autounfall zwischen Leben und Tod schwebt – und dabei über seine Vergangenheit, seine Beziehungen und verpassten Chancen reflektiert. Die Dinge des Lebens wurde international beachtet, markierte den Beginn einer erfolgreichen Zusammenarbeit zwischen Sautet und Schneider und gilt als Klassiker des französischen Kinos.

## Handlung
Ein schwerer Autounfall bildet den Ausgangspunkt des Films: Der erfolgreiche Architekt Pierre Bérard verunglückt mit seinem Alfa Romeo Giulietta Sprint auf einer Landstraße in der Nähe von Rennes schwer. Während Schaulustige sich am Unfallort versammeln und der schwer verletzte Pierre auf eine Wiese geschleudert daliegt, setzt eine Folge von Rückblenden ein, die nach und nach die Geschehnisse vor dem Unfall enthüllen.
Pierre, ein Mann in den Vierzigern, ist mit Catherine verheiratet, lebt jedoch in einer Beziehung mit der deutlich jüngeren Hélène. Die beiden planen eine längere Reise nach Tunis. Doch Pierre zögert und unterschreibt die nötigen Papiere nicht – ein Zeichen für Hélène, dass er sich innerlich gegen die gemeinsame Zukunft entschieden hat. Zudem hat Pierre bereits einem Urlaub mit seinem Sohn zugestimmt – zwei Wochen auf der Île de Ré, wo er einst glückliche Zeiten verbrachte.
Die Beziehung zwischen Pierre und Hélène beginnt zu bröckeln. In einem Brief gesteht er ihr, dass er die Beziehung beenden möchte. Er macht sich mit dem Auto auf den Weg nach Rennes, um den Brief aufzugeben. Unterwegs sieht er eine ausgelassene Hochzeitsgesellschaft und verspürt plötzlich den Wunsch, Hélène zu heiraten. Spontan ändert er seine Entscheidung, gibt den Brief nicht ab und hinterlässt Hélène stattdessen eine Nachricht im Hotel: Er erwartet sie dort sehnsüchtig und will mit ihr einen neuen Anfang wagen.
Kurz darauf ereignet sich der Unfall: Ein Viehtransporter bleibt auf einer Kreuzung wegen eines Motorschadens stehen. Pierre nähert sich mit hoher Geschwindigkeit, versucht auszuweichen, überschlägt sich mehrfach und wird aus dem Fahrzeug geschleudert. Schwer verletzt und zwischen Bewusstlosigkeit und Erinnerungen schwankend, denkt er an seine Familie, an Hélène – und vor allem an den Brief, den er unbedingt zerstören will. Doch er ist nicht mehr in der Lage, sich den Umstehenden mitzuteilen.
Im Krankenhaus erliegt Pierre seinen Verletzungen. Eine Krankenschwester übergibt seine Habseligkeiten an seine Ehefrau Catherine. Diese findet den nicht abgeschickten Brief und zerreißt ihn. Hélène, die sich auf den Weg gemacht hat, um Pierre zu treffen, trifft im Krankenhaus ein – doch es ist zu spät. Ohne ihn noch einmal gesehen zu haben, verlässt sie das Gebäude.

## Kritiken
- Lexikon des internationalen Films: „Technisch und ästhetisch brillant, psychologisch sensibel.“[3]
- Heyne Filmlexikon: „Perfekt inszenierte und hervorragend montierte psychologische Studie.“

## Auszeichnungen
Claude Sautet erhielt für seinen Film 1969 den renommierten Louis-Delluc-Preis. Ein Jahr später war Die Dinge des Lebens im Wettbewerb der Filmfestspiele von Cannes vertreten, blieb aber unprämiert.